# Празький зоопарк
Празький зоопарк (чеськ. Zoologická zahrada Praha) — міський зоопарк, розташований у місті Прага (Чехія).
Зоопарк вважається одним із найкращих на планеті, входячи до першої світової 10-ки й будучи найкращим у Центральній та Східній Європі.

## Загальні дані

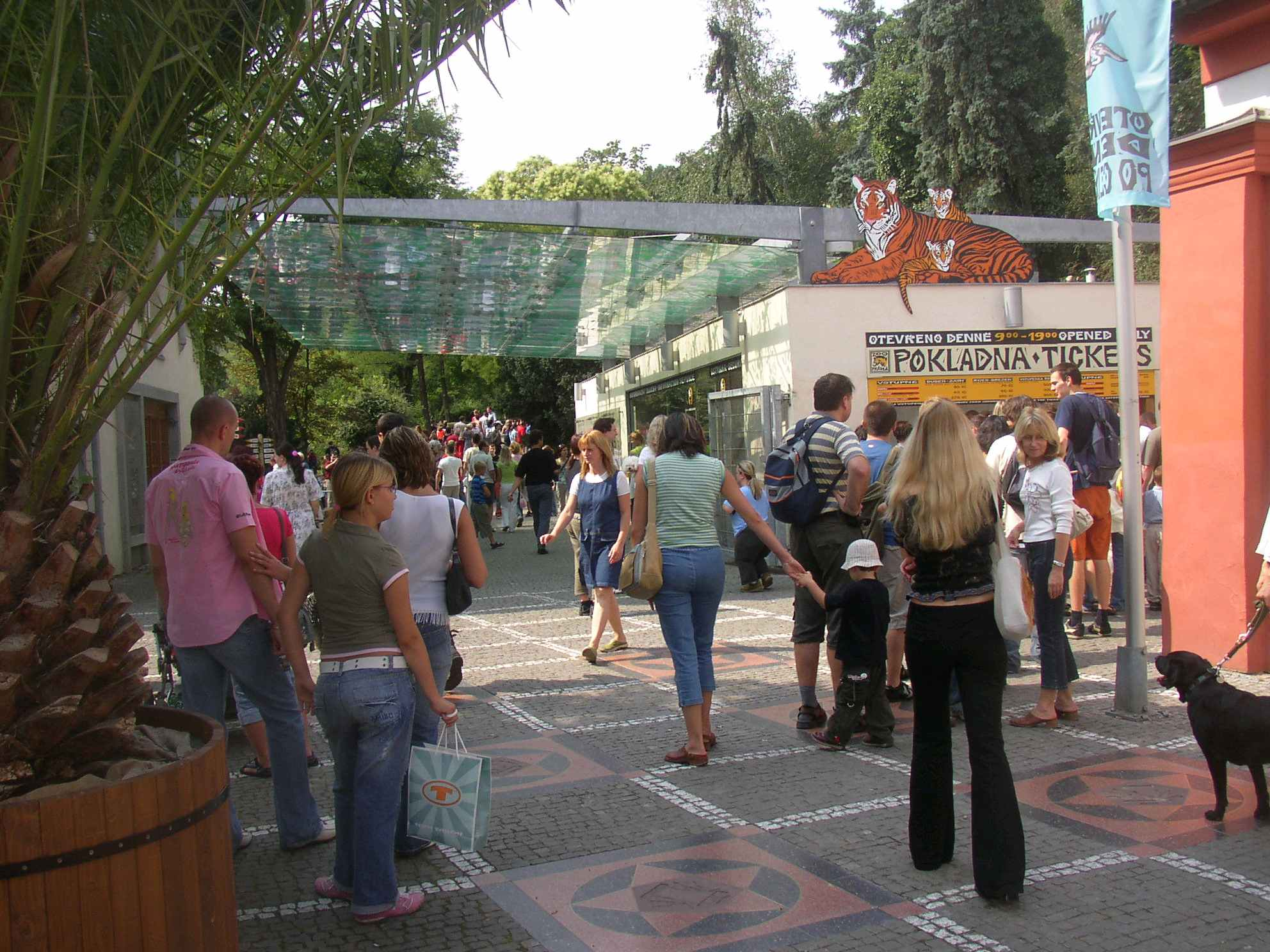
Головний вхід до Празького зоопарку

Зоопарк розташований у північному районі Праги Троя (Troja), неподалік нього розташовані Празький ботанічний сад і Тройський замок.
Площа зоопарку сягає 60 Га. Станом на 2007 рік тут утримувались 4 298 тварин 665 видів. Серед них — 113 видів ссавців, 159 видів птахів, 34 види плазунів. 58 видів з тварин Празького зоопарку занесено до Червоної книги, а 14 є під загрозою зникнення. Окрім фауни в експозиції зоопарку представлено 300 видів рідкісних рослин, в тому числі дерев.
Празький зоопарк відомий роботою із розведення тварин, в тому числі рідкісних. Так, у 2005 році тут народилось 805 питомців.

## Опис
На території Празького зоопарку є як відкриті, так і закриті павільйони. У закритих утримуються пантери, тигри та решта хижаків, а також мавпи, жирафи, птахи, комахи.

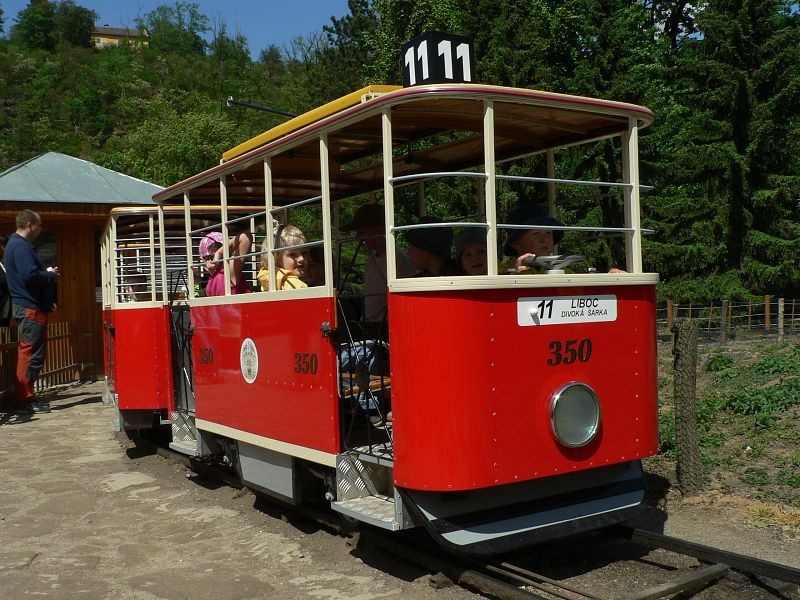
Зоопарковий дитячий трамвай

Серед павільйонів особливо виділяється доволі осяжний унікальний павільйон зоопарку «Індонезійські джунглі», що відтворює атмосферу тропічних джунглів — являє собою двоповерхову еліпсоподібну скляну споруду, всередині якої висаджено тропічні рослини, є також тераса для спостереження за життям гібонів, орангутангів та інших тварин, влаштовано невеликий штучний водоспад.
У зоопарку розводять рідкісних тварин, таких як кінь Пржевальського, гігантська черепаха, види ящірок, що на межі зникнення, гавіалів, кішок, антилоп тощо.
Серед відомих тварин Празького зоопарку — слониха Гулаб, довгожителька, що 4 липня 2006 року відмітила 40-ліття перебування в зоопарку.
На території зоопарку розташовані дитячі майданчики, невеликі ресторани та кав'ярні, сувенірні крамнички, працює зоопарковий дитячий трамвайчик. Нерідко спостерігати тварин можна навіть у цих закладах — так, до пивниці нерідко підходять качки.

## З історії закладу
Ідея заснування зоопарку в Празі виникла 1881 року з нагоди одруження австрійського крон-принца Рудольфа та принцеси Стефані Бельгійської, й була висловлена в місцевих газетах графом Свіртс-Спорком (Sweerts-Spork).

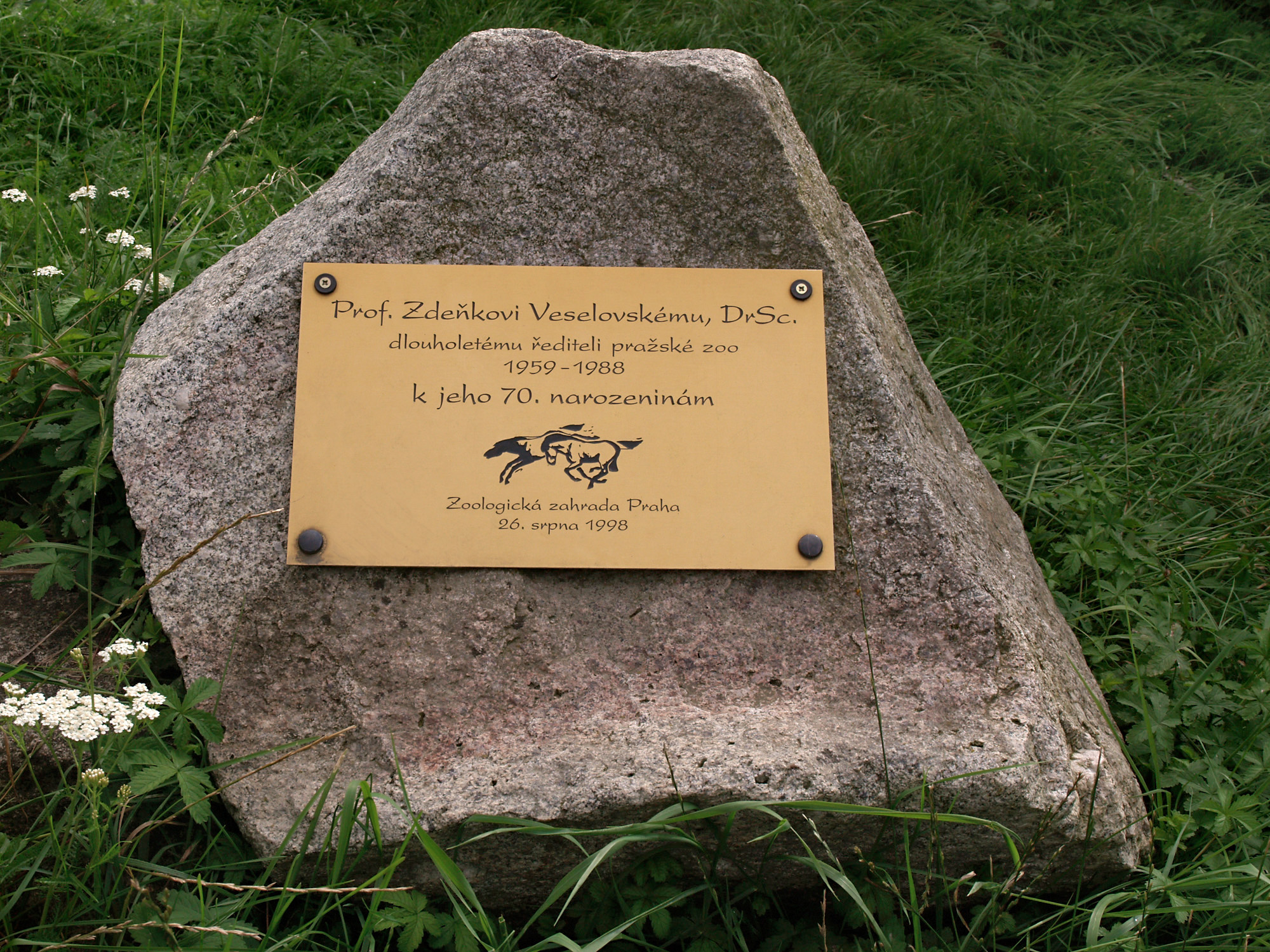
Пам'ятний камінь З. Веселовського

Від 1919 року розпочала свою роботу наглядова рада міністерства освіти й народної просвіти з підготовчих робіт для закладення в Празі зоологічного саду.
28 вересня 1931 року відбулося урочисте відкриття Празького зоопарку, й тоді ж його відвідали перші відвідувачі.
1942 року в Празькому зоопарку вперше в неволі було штучним образом вигодувано дитинча білого ведмедя (самицю назвали Ілун/Ilun).
У 1959 році директором зоопарку в Празі став доктор Зденек Веселовський (Zdeněk Veselovský), за управління якого (до 1988 року) заклад перетворився на світовий осередок дослідження й популяризації світової флори та фауни, дістав популярність і визнання як у наукових колах, так і серед пересічних відвідувачів.
2001 року в зоопарку здійснено першу у світі штучну відгодівлю коня Пржевальського.
Внаслідок небувалої повені в Європі 2002 року Празькому зоопарку було завдано значної шкоди — загинуло понад 100 тварин, в тому числі великих (слон, носоріг). Незабаром закладові повністю вдалося відновитись.
2008 року ForbesTraveler.com у своєму рейтингу назвав Празький зоопарк одним з найкращих у світі.

## Галерея

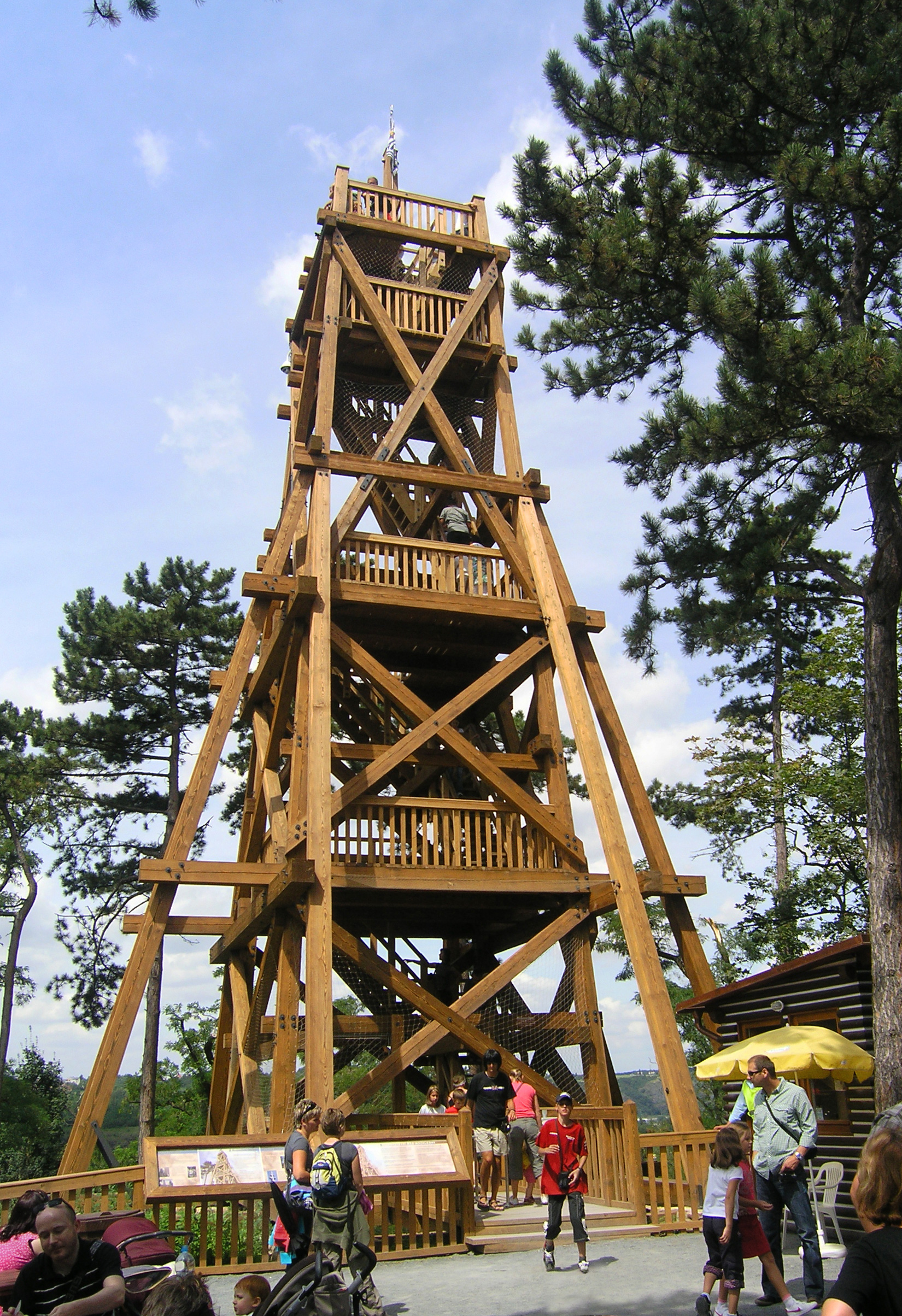
Оглядова вежа зоопарку
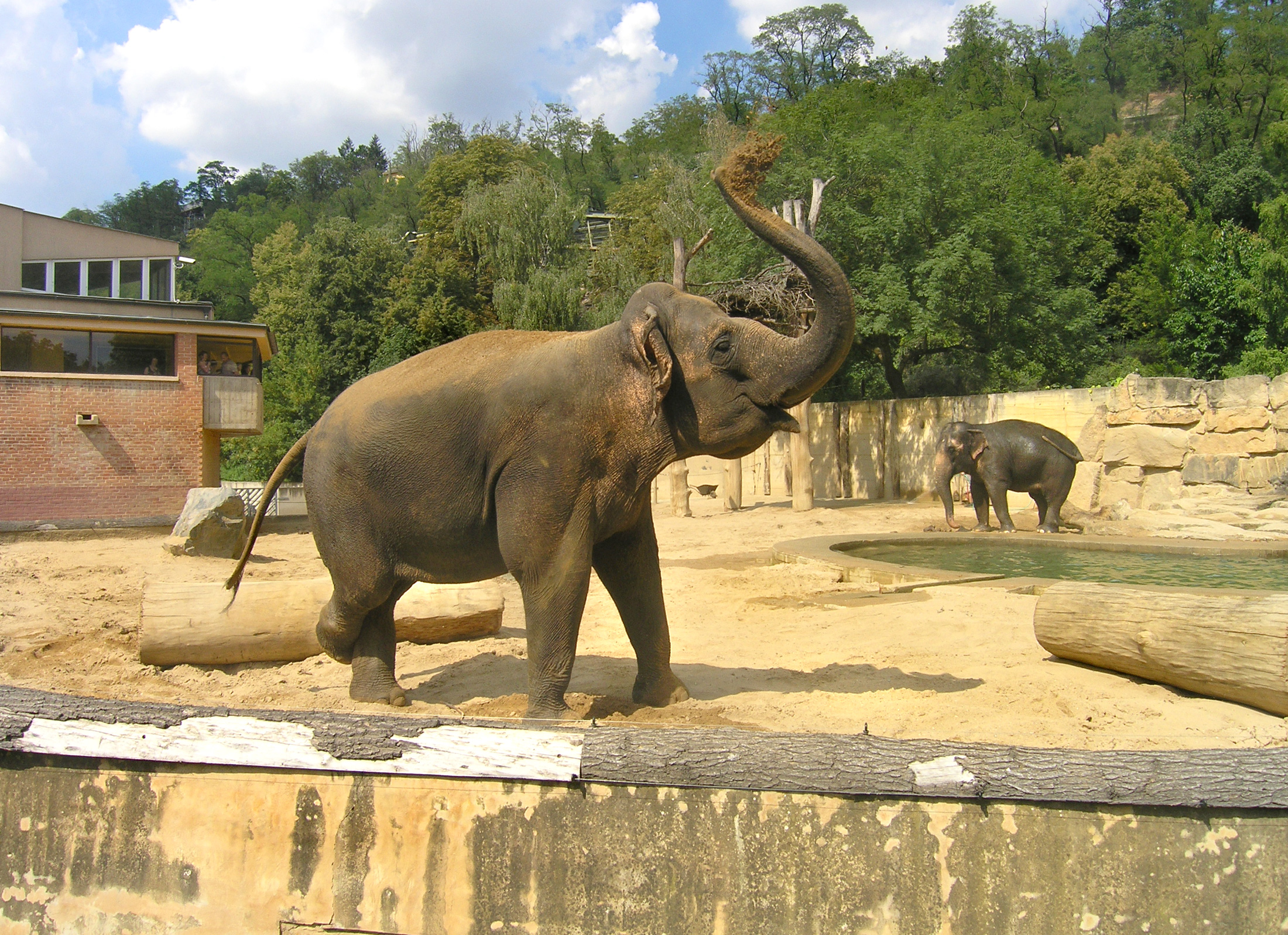
Павільйон великих ссавців Празького зоопарку
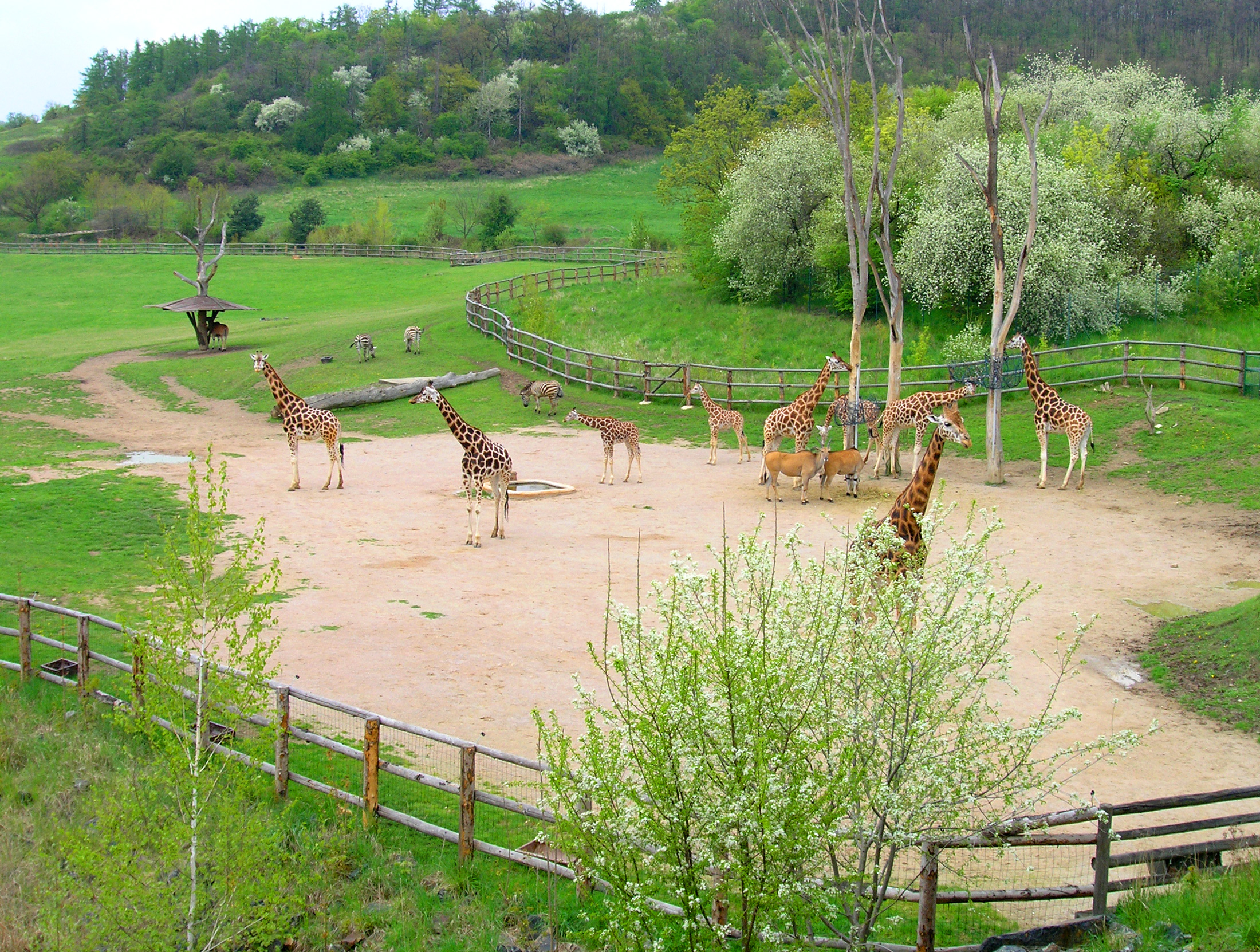
Вольєр з жирафами
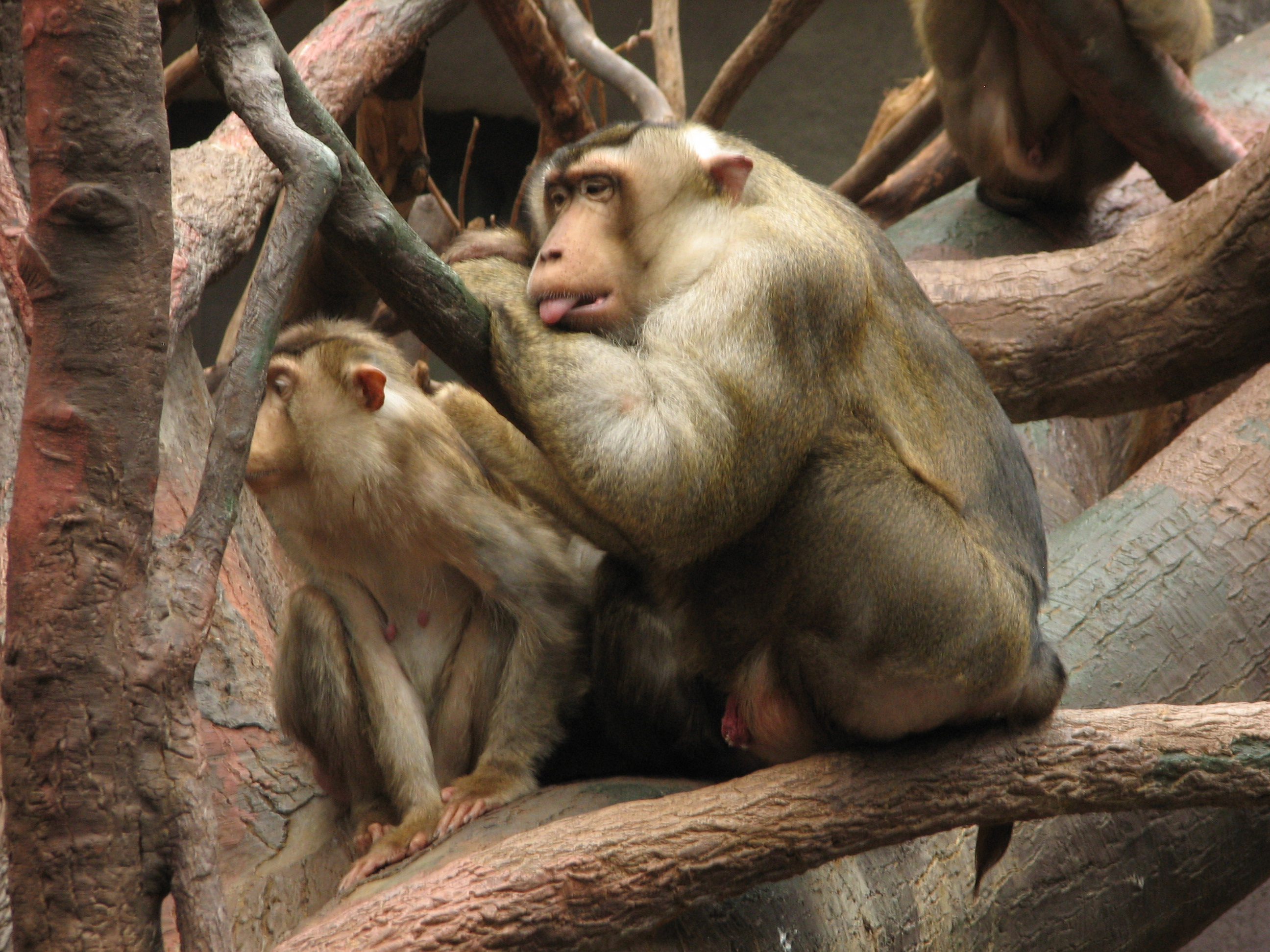
Південні свинохвості макаки у Празькому зоопарку
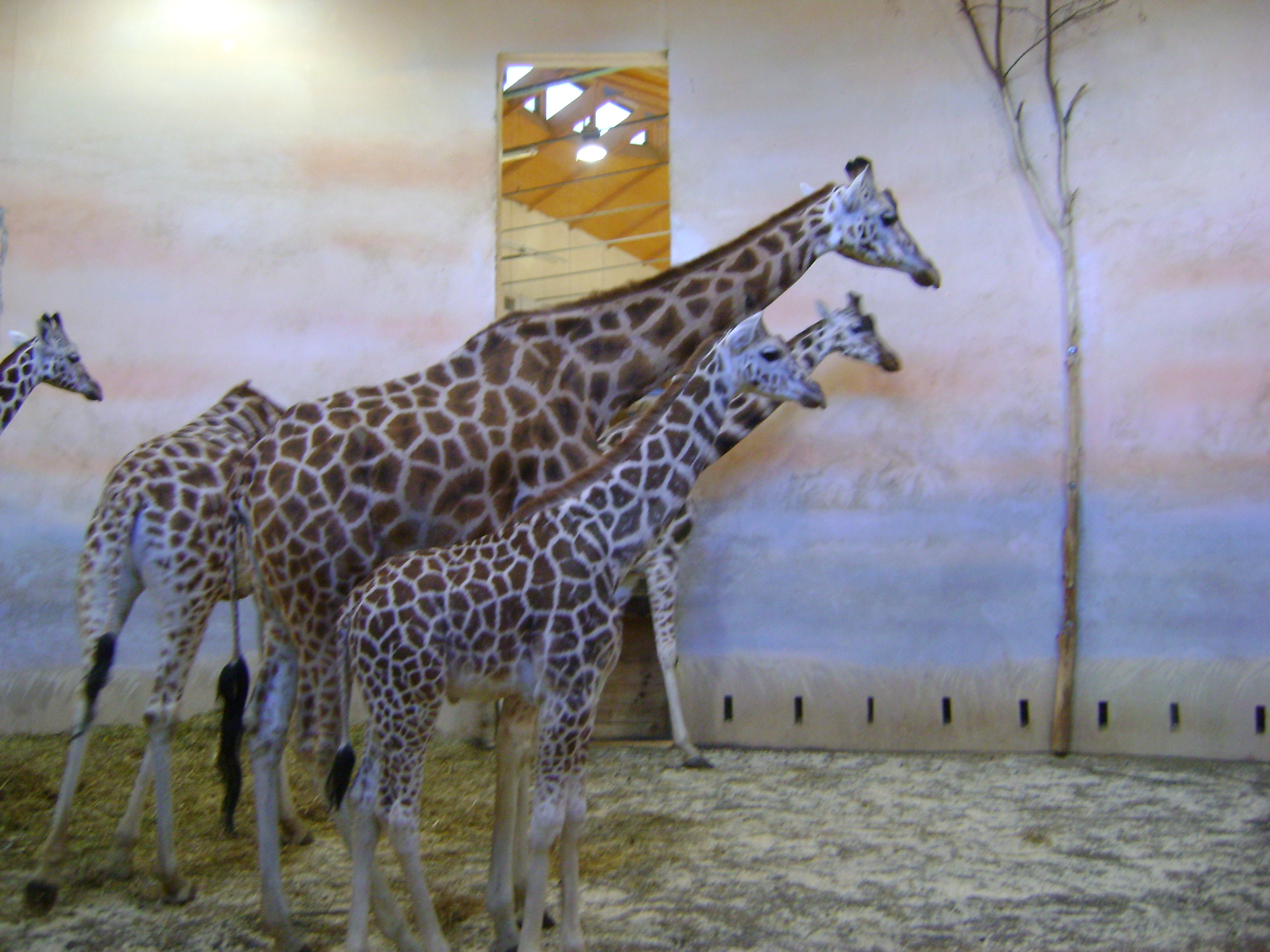
Жирафи в зимовому павільйоні.
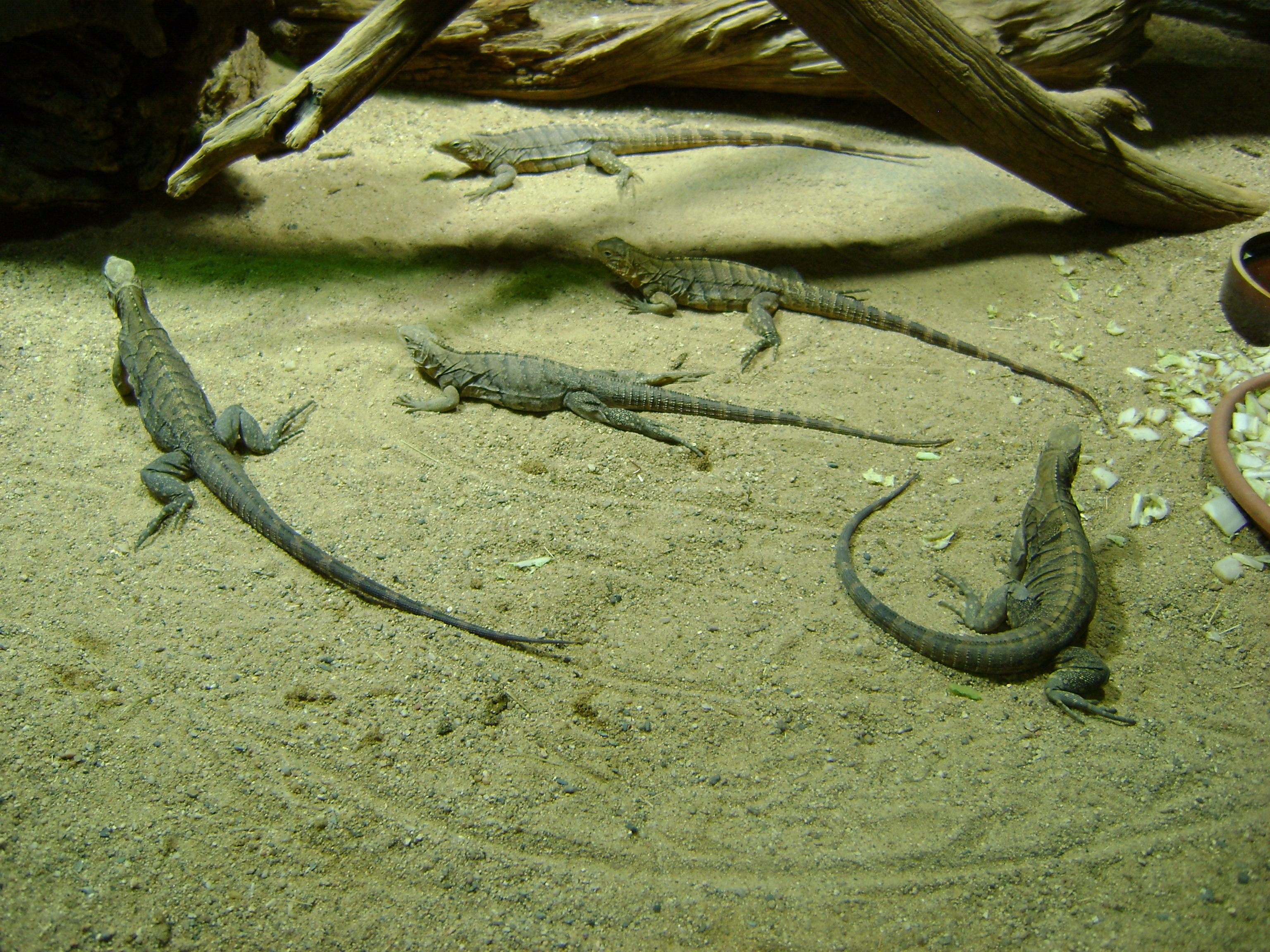
Плазуни.
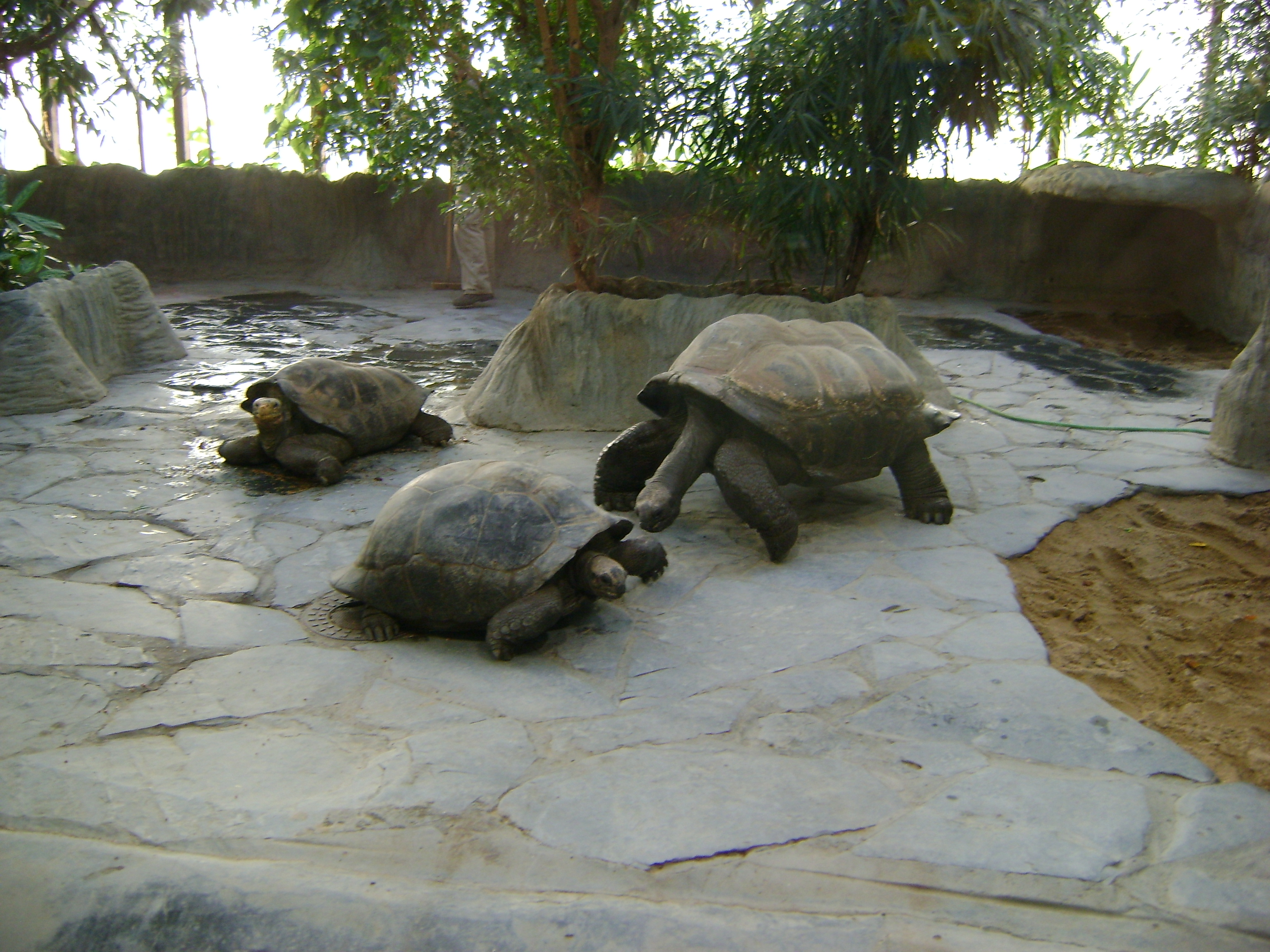
Гігантські черепахи.
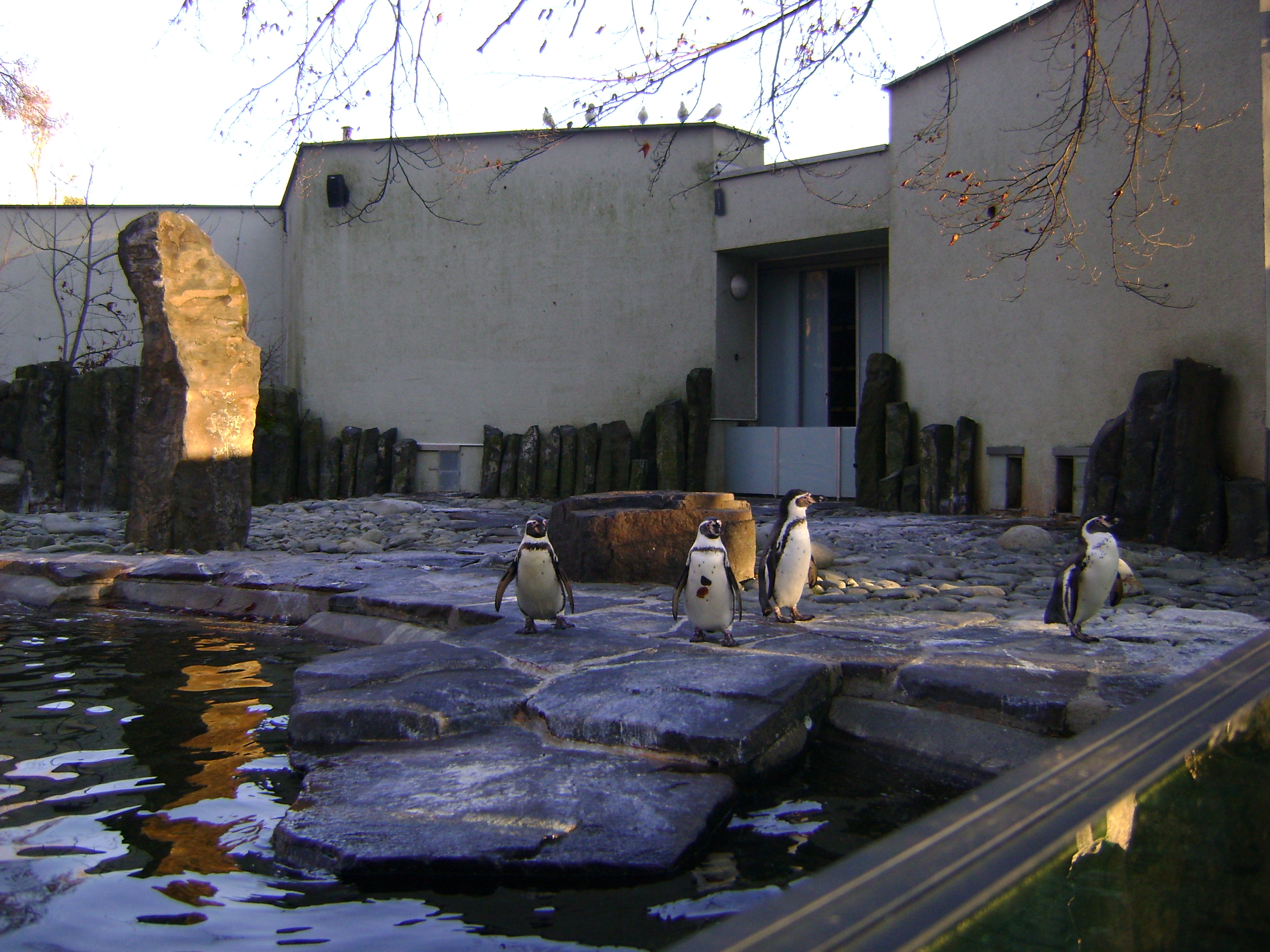
Пінгвіни.

## Виноски
1. 1 2  Výroční zpráva Unie českých a slovenských zoologických zahrad 2007
2. ↑  Форбс назвав найкращі зоопарки світу на www.lifeistravel.org. Архів оригіналу за 8 вересня 2009. Процитовано 15 квітня 2010.